# 布萊克利克峰
75°1′S 134°14′W / 75.017°S 134.233°W
布萊克利克峰（英語：Bleclic Peaks）是南極洲的山峰，位於瑪麗伯德地，屬於佩里山脈的一部分，美國地質調查局根據測量和該國海軍的空中照片繪入地圖，現時由南極條約體系管理。